# Mohammad Tawhidi
Mohammad Tawhidi es un influyente musulmán chiita australiano y autoproclamado "Imam". Actualmente se desempeña como vicepresidente del Consejo Mundial de Imames, una organización poco conocida con sede en Irak.

## Biografía
Tawhidi se autoidentifica como un musulmán chiita de origen iraquí nacido en Qom,Irán, en 1982 o 1983. En 2009, se matriculó para obtener una licenciatura en estudios islámicos en la Universidad Al-Mustafa en Qom, pero abandonó en 2012.
Más tarde trabajó para una de las estaciones de televisión dirigidas por Shirazi en Karbala.En 2015, regresó a Australia y actualmente reside en Adelaida. Habla con fluidez árabe, inglés y persa.

## Atención mediática
En marzo de 2016, Tawhidi emitió una declaración sobre un hombre que fue puesto en libertad bajo fianza después de supuestamente agarrar el velo de una mujer en un autobús en Adelaida. Declaró: "Si las leyes gubernamentales no previenen tales ataques, entonces me temo que llegará un día en que la comunidad musulmana pueda tomar el asunto en sus propias manos para proteger a sus mujeres y madres". Su declaración también decía que el Gobierno australiano debería revisar sus leyes sobre el velo femenino. Tawhidi aclaró más tarde que su declaración no debía interpretarse como una amenaza y que no estaba contento con la forma en que ABC y Daily Mail Australia retrataron sus comentarios. Dijo que la mala interpretación por parte de los medios de comunicación lo inspiró a fundar la organización "Imames por la Paz".
Más tarde, en 2016, asistió a la Cumbre de la Alianza Mundial de Religiones por la Paz (WARP) en Corea del Sur, organizada por Lee Man-hee. Tawhidi apoyó el evento y fue citado diciendo que "esta Cumbre WARP es un evento bendecido por Dios porque el deseo de toda persona religiosa es lograr la paz a través de una alianza en una religión".
En febrero de 2017, Tawhidi causó controversia cuando apareció en un episodio del programa australiano de actualidad Today Tonight. Durante el episodio, sugirió que los extremistas islámicos estaban conspirando para establecer un califato en Australia. También afirmó que estos extremistas planeaban aumentar la población musulmana en Australia y cambiar el nombre de las calles en honor a terroristas islámicos. Tawhidi pidió que se estableciera un organismo gubernamental para investigar a la comunidad musulmana.
Ese mismo mes, Tawhidi presentó una solicitud para defender al exgobernador de Yakarta, Ahok, durante su juicio por blasfemia. Argumentó que los grupos islámicos agraviados habían interpretado incorrectamente el versículo del Corán al que Ahok supuestamente había hecho referencia de manera blasfema. Tawhidi afirmó que no hay nada malo en que los no musulmanes dirijan un país de mayoría musulmana. Tawhidi dijo que había recibido amenazas de muerte del Frente de Defensores Islámicos de Indonesia.
Anteriormente, a Tawhidi se le rechazó su llegada a Indonesia, en octubre de 2015, después de que se considerara que había insultado a la nación de mayoría sunita al llamarla "Indonesia". La organización islámica Hidayatullah describió a Tawhidi como "un chiíta extremo". Una declaración del DPP ABI, una organización chiita indonesia, dijo que Tawhidi era sospechoso de ser un "takfiri" y rechazaron su presencia en Indonesia. La declaración continuó diciendo que la presencia de Tawhidi socavaría los esfuerzos para "lograr la unidad de los musulmanes frente al sionismo".
En mayo de 2017, Tawhidi apareció como invitado en el programa de televisión australiano Sunrise para hablar sobre el reciente atentado con bomba en el Manchester Arena. Afirmó que muchos jóvenes musulmanes estaban siendo empujados a creer que matar a infieles les permitiría ganar el paraíso y que el atacante de Mánchester habría creído que iría al cielo por lo que hizo.
En 2019 fue el primer imán chiita en "presentar sus respetos en el campo de concentración de Auschwitz".